# 弥彦駅
弥彦駅（やひこえき）は、新潟県西蒲原郡弥彦村大字弥彦にある、東日本旅客鉄道（JR東日本）弥彦線の駅。
越後国一宮である彌彦神社の最寄駅。弥彦線の起点駅である。

## 歴史

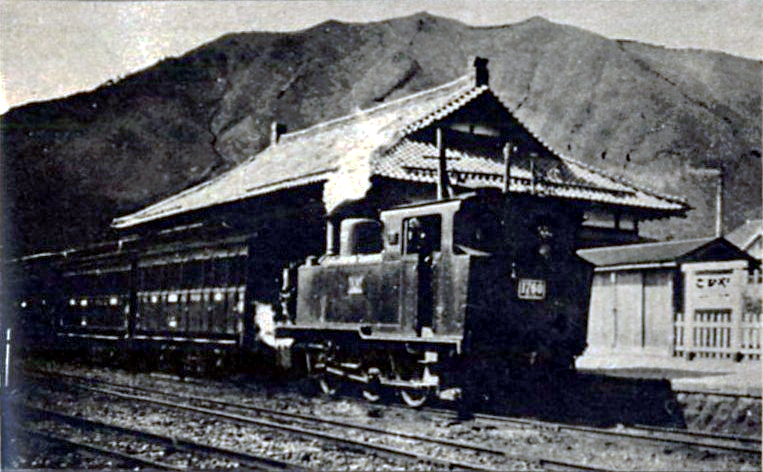
弥彦駅での1927年(昭和2年)製造の1760形蒸気機関車。1929年(昭和4年)頃撮影。駅舎は現在と同じもの。

- 1916年（大正5年）10月16日：越後鉄道・当駅 - 西吉田駅（現在の吉田駅）間開通と同時に開設[2]。
- 1927年（昭和2年）10月1日：越後鉄道が国有化され、官設鉄道の駅となる[2]。
- 1960年（昭和35年）7月25日：貨物扱い廃止[2]。
- 1987年（昭和62年）4月1日：国鉄分割民営化により、東日本旅客鉄道の駅となる[2]。
- 1997年（平成9年）1月29日：みどりの窓口設置[2]。
- 2008年（平成20年）3月15日：ICカード「Suica」の利用が可能となる[2][JR東 1]。
- 2013年（平成25年）9月11日：駅舎リニューアル工事完成[JR東 2]。
- 2021年（令和3年）10月16日：弥彦魅力発信拠点「AMANE」がオープン[JR東 3]。
- 2024年（令和6年）2月29日：みどりの窓口の営業を終了[4]。

### 弥彦観光駅長
弥彦村では国鉄民営化およびJRグループの発足を機に、1988年（昭和63年）から毎年村内及び近隣市町村から公募によって女性観光アンバサダーを選出し「弥彦観光駅長」として、当駅で改札や列車の見送り、清掃などの業務を担当していた。観光案内や首都圏へのPRなど、弥彦村の観光に関する業務も行っていたが、一定の役割を果たしたとして2002年度（平成14年度）をもって公募は打ち切られ、2003年（平成15年）3月31日に15代目観光駅長の退任をもってこの制度を終了した。以後は当時駅前広場内に所在した、弥彦観光協会の観光案内所に常駐する女性職員が観光駅長を兼任し、必要に応じて業務を行ってきた。
なお、この駅前広場の観光案内所は2013年（平成25年）10月、駅北側の外苑坂通り沿い（弥彦交番向かい側、駅より徒歩約3分）へ新築移転した。

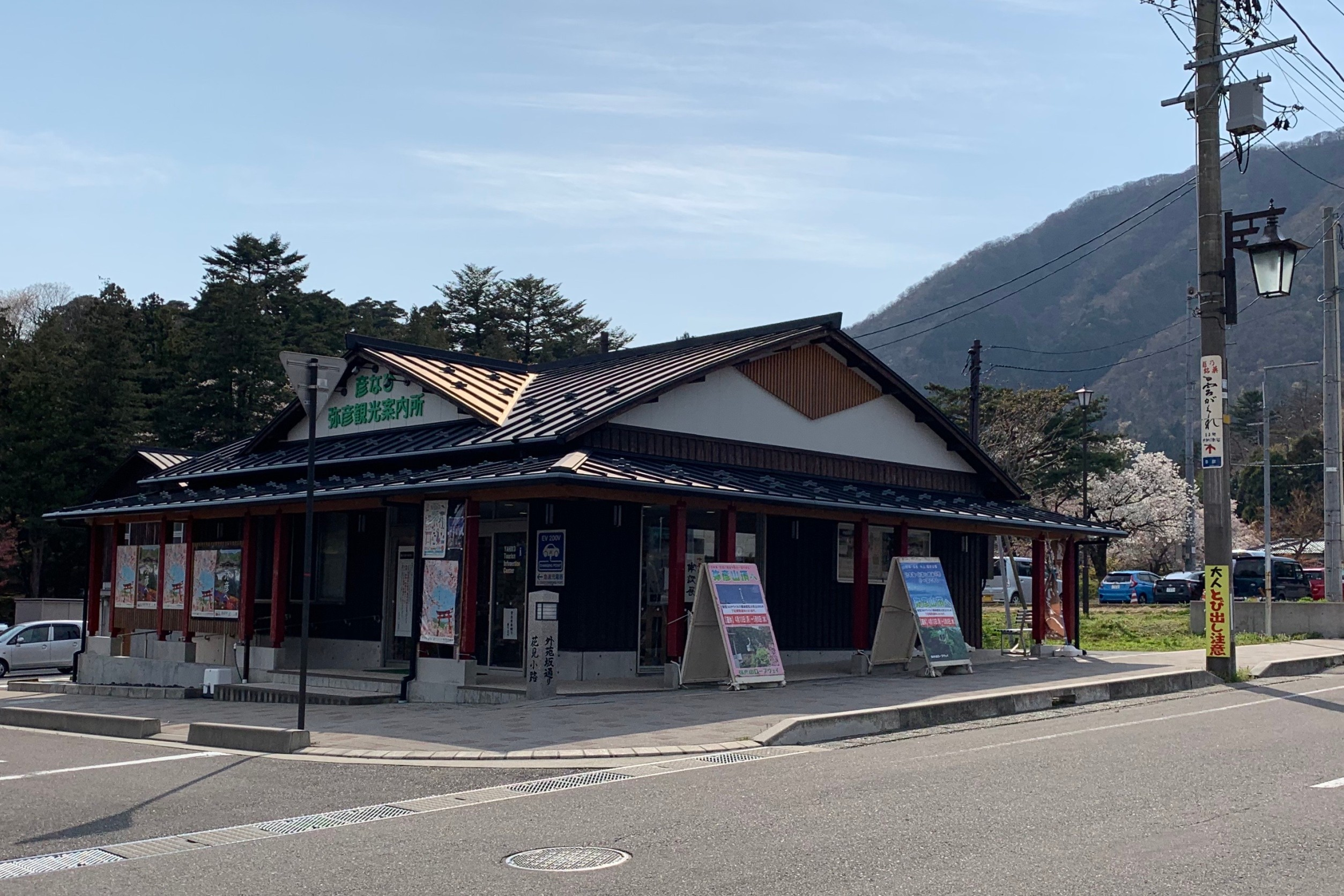
駅から彌彦神社へ向かう外苑坂通り沿いの観光案内所（2020年4月）

## 駅構造
駅舎（北側）に面する単式ホーム1面1線を持つ地上駅になっている。
JR東日本新潟シティクリエイト（JENIC）が受託する業務委託駅で、燕三条駅が管理する。改札口に簡易Suica改札機が設置されているほか、周辺には有人改札、自動券売機などが設けられている。有人改札は土休日のみ営業し、平日は終日無人となる（繁忙期などには土休日以外も営業する場合がある）。改札口西側待合室には、2021年（令和3年）10月16日より、弥彦魅力発信拠点「AMANE」が併設されている。なお、同待合室には2020年（令和2年）3月まではKIOSKが営業していた。改札内のトイレには更衣室（男女各2室）とオストメイト対応の多機能トイレが併設されている。駅前広場内には手水、登山やハイキングで汚れた靴を洗浄できる靴洗い場、自動販売機、公衆電話などが設置されている。なお、改札外にはトイレが設置されていないが、周辺では駅を出て左手すぐの弥彦公園内にトイレがある。
彌彦神社の本殿を模した木造寺社造り（入母屋造）の駅舎は1916年（大正5年）の開業時からのもので、門柱や梁などが朱色に塗色され、鬼瓦には兎が彫り込まれるなど特徴的な意匠を持ち、「ふるさとの駅100選」にも選出されている。近年相次いで駅舎のリニューアルが行われており、2013年秋には翌2014年（平成26年）の新潟デスティネーションキャンペーン開催に合わせた全面改修が、2015年（平成27年）10月には旅行客やハイキング客向けの設備拡充がそれぞれ実施された。

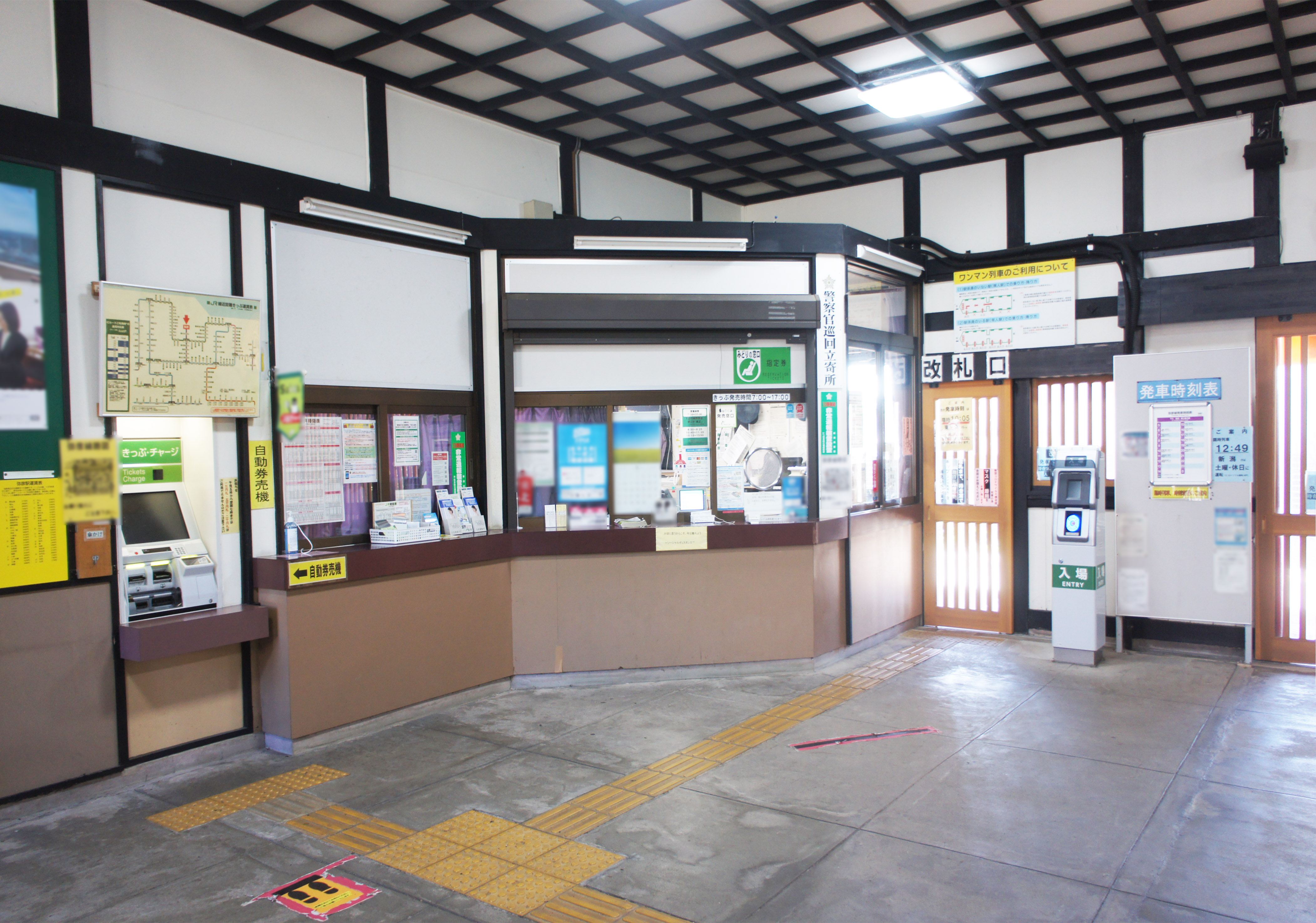
改札口（2021年9月）
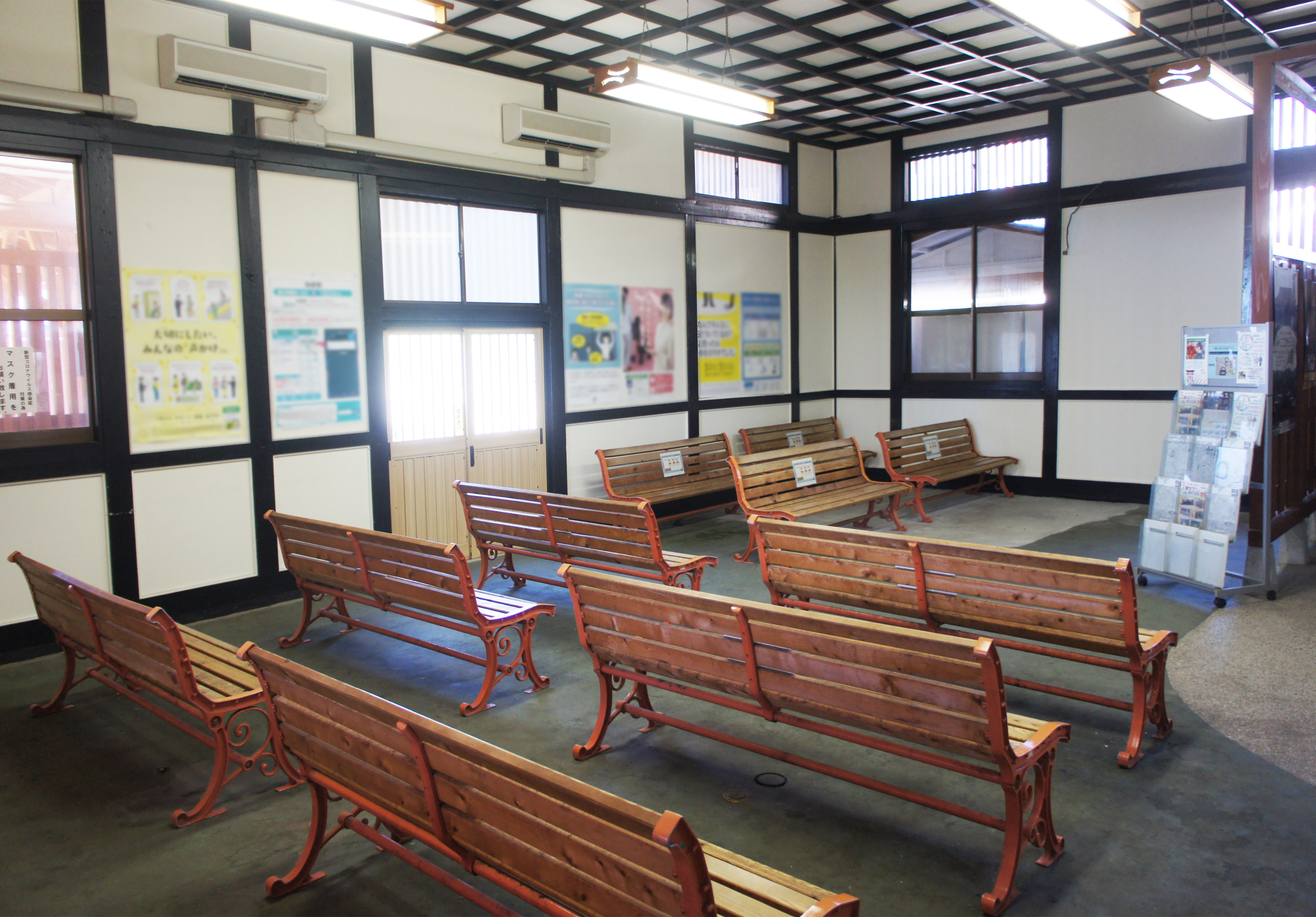
待合室（2021年9月）
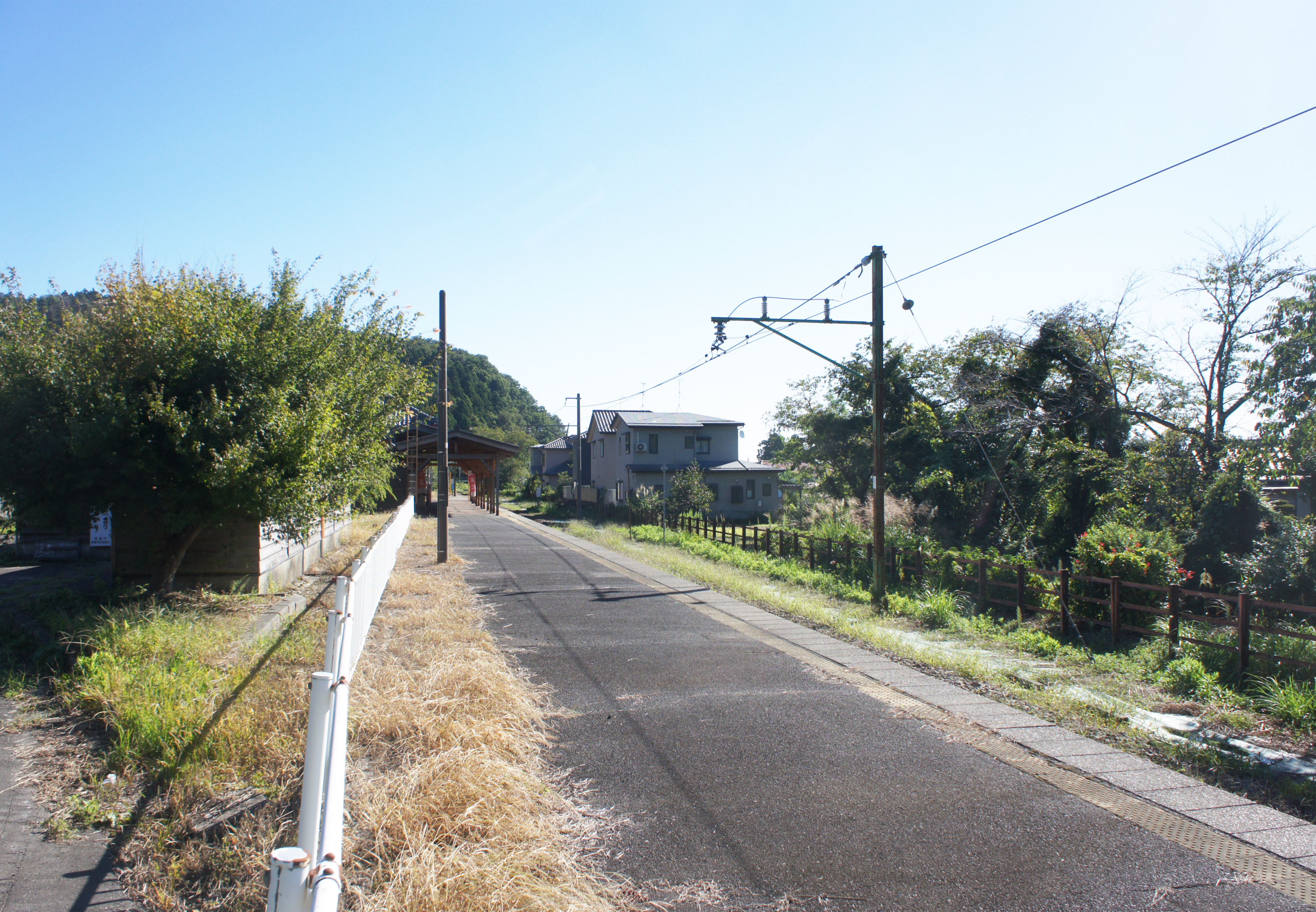
ホーム（2021年9月）
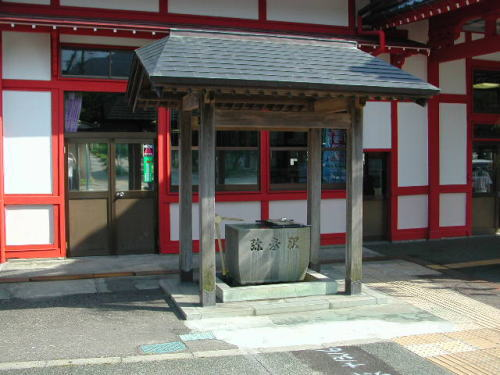
駅舎を出てすぐ右手にある手水（2004年7月）
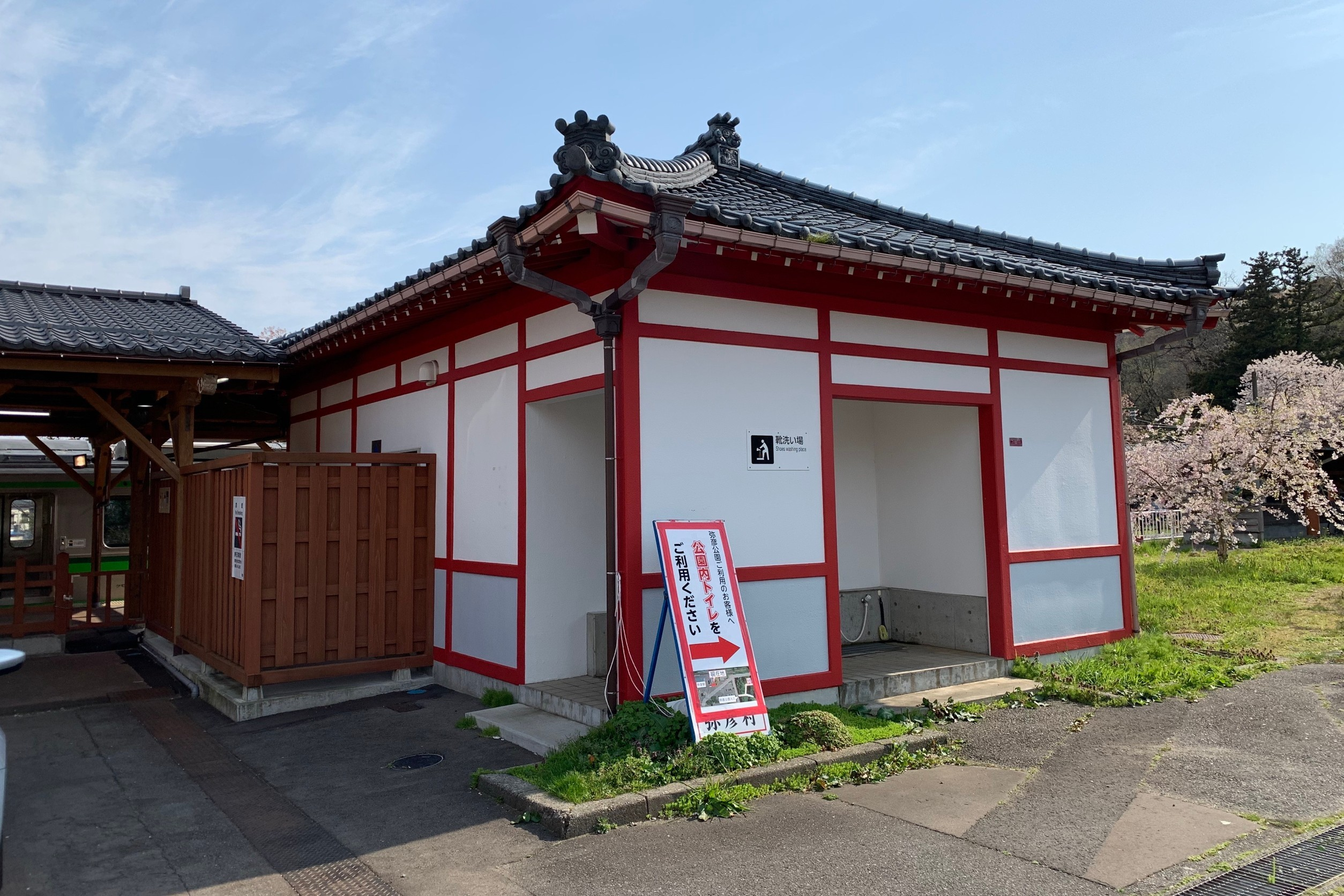
靴洗い場と改札内のトイレ（2020年4月）

## 利用状況
JR東日本によると、2023年度（令和5年度）の1日平均乗車人員は183人である。
2000年度（平成12年度）以降の推移は以下のとおりである。
| 1日平均乗車人員推移 | 1日平均乗車人員推移 | 1日平均乗車人員推移 | 1日平均乗車人員推移 | 1日平均乗車人員推移 |
| 年度                | 定期外              | 定期                | 合計                | 出典                |
| ------------------- | ------------------- | ------------------- | ------------------- | ------------------- |
| 2000年（平成12年）  |                     |                     | 344                 | [ 利用客数 2 ]      |
| 2001年（平成13年）  |                     |                     | 334                 | [ 利用客数 3 ]      |
| 2002年（平成14年）  |                     |                     | 306                 | [ 利用客数 4 ]      |
| 2003年（平成15年）  |                     |                     | 304                 | [ 利用客数 5 ]      |
| 2004年（平成16年）  |                     |                     | 278                 | [ 利用客数 6 ]      |
| 2005年（平成17年）  |                     |                     | 292                 | [ 利用客数 7 ]      |
| 2006年（平成18年）  |                     |                     | 297                 | [ 利用客数 8 ]      |
| 2007年（平成19年）  |                     |                     | 275                 | [ 利用客数 9 ]      |
| 2008年（平成20年）  |                     |                     | 279                 | [ 利用客数 10 ]     |
| 2009年（平成21年）  |                     |                     | 268                 | [ 利用客数 11 ]     |
| 2010年（平成22年）  |                     |                     | 268                 | [ 利用客数 12 ]     |
| 2011年（平成23年）  |                     |                     | 249                 | [ 利用客数 13 ]     |
| 2012年（平成24年）  | 122                 | 123                 | 245                 | [ 利用客数 14 ]     |
| 2013年（平成25年）  | 123                 | 127                 | 251                 | [ 利用客数 15 ]     |
| 2014年（平成26年）  | 131                 | 128                 | 259                 | [ 利用客数 16 ]     |
| 2015年（平成27年）  | 124                 | 127                 | 252                 | [ 利用客数 17 ]     |
| 2016年（平成28年）  | 118                 | 112                 | 231                 | [ 利用客数 18 ]     |
| 2017年（平成29年）  | 113                 | 97                  | 210                 | [ 利用客数 19 ]     |
| 2018年（平成30年）  | 119                 | 93                  | 212                 | [ 利用客数 20 ]     |
| 2019年（令和元年）  | 121                 | 93                  | 215                 | [ 利用客数 21 ]     |
| 2020年（令和02年）  | 71                  | 82                  | 154                 | [ 利用客数 22 ]     |
| 2021年（令和03年）  | 87                  | 64                  | 152                 | [ 利用客数 23 ]     |
| 2022年（令和04年）  | 105                 | 66                  | 172                 | [ 利用客数 24 ]     |
| 2023年（令和05年）  | 114                 | 68                  | 183                 | [ 利用客数 1 ]      |

## 駅周辺
当駅は彌彦神社門前の市街地に位置する。駅北側から彌彦神社の参道へと通じる外苑坂通りと神社通りの沿線を中心に温泉街が広がり、旅館や土産品店、飲食店などが立ち並んでいる。駅から参道入口の「一の鳥居」までは徒歩で約10分、本殿までは約15分を要する。駅裏手は住宅地となっている。
- 新潟県道160号弥彦停車場線（停車場通り）
- 新潟県道29号吉田弥彦線（外苑坂通り・神社通り）
- 新潟県道2号新潟寺泊線（城山通り）
- 彌彦神社
- 弥彦温泉
  - 弥彦駅前広場「湯のわ」
- 弥彦競輪場
- 西蒲警察署弥彦交番
- 弥彦郵便局
- おもてなし広場
- 弥彦公園
  - 弥彦村防災機能付き多目的施設（ヤホール）
- 弥彦総合文化会館
- 弥彦の丘美術館
- 弥彦山
- 弥彦山ロープウェイ

駅前には無料駐車場が整備されており、トレーラー等の大型車の駐車にも対応していることで車中泊や大型車を改造したキャンピングカーでの乗り入れができる。高度成長期を経て交通網が発達したことで『日帰り観光客』が増加、駅周辺からは大型宿泊施設の撤退が相次いだ一方、日帰り観光客を対象とした農産物直売所や公衆足湯のような施設が増加、更には「パンダ焼き」「カレー豆」といったご当地グルメが開発されるなど観光資源の変化がみられる。

### かつて存在した駅周辺の宿泊施設
- やひこ観光ホテル - 高度成長期の1965年（昭和40年）に開業[要出典]。黒川村で全国植樹祭が開催された1972年（昭和47年）には昭和天皇がロイヤルルームに宿泊している[7]。バブル崩壊後の1999年（平成11年）に運営会社が倒産して閉館した[7]。廃墟化を経て県の公売にかけられ、2015年（平成27年）8月に土地を所有していた長岡市関東町の不動産仲介業者から[要出典]弥彦村が400万円で建物を購入した[7][8]。村は廃墟の需要を観光資源と捉え、応募抽選型の「廃墟探検」を実施するイベント会場として一時的に運用した[7][8]。購入の目的として、駅前に廃墟があるのは観光地としてのイメージを損なうという村民の意見をふまえた解体を前提としており、2016年（平成28年）12月から2017年（平成29年）3月にかけて解体工事に着手、施設跡は無人の足湯施設などを備えた「弥彦温泉駅前広場[9]」として整備された。
- 弥彦グランドホテル - 2014年（平成26年）に閉館。跡地は飲食店や土産物品店が出店する観光施設「おもてなし広場」として整備され、日帰り観光需要の受け皿となっている[新聞 2]。

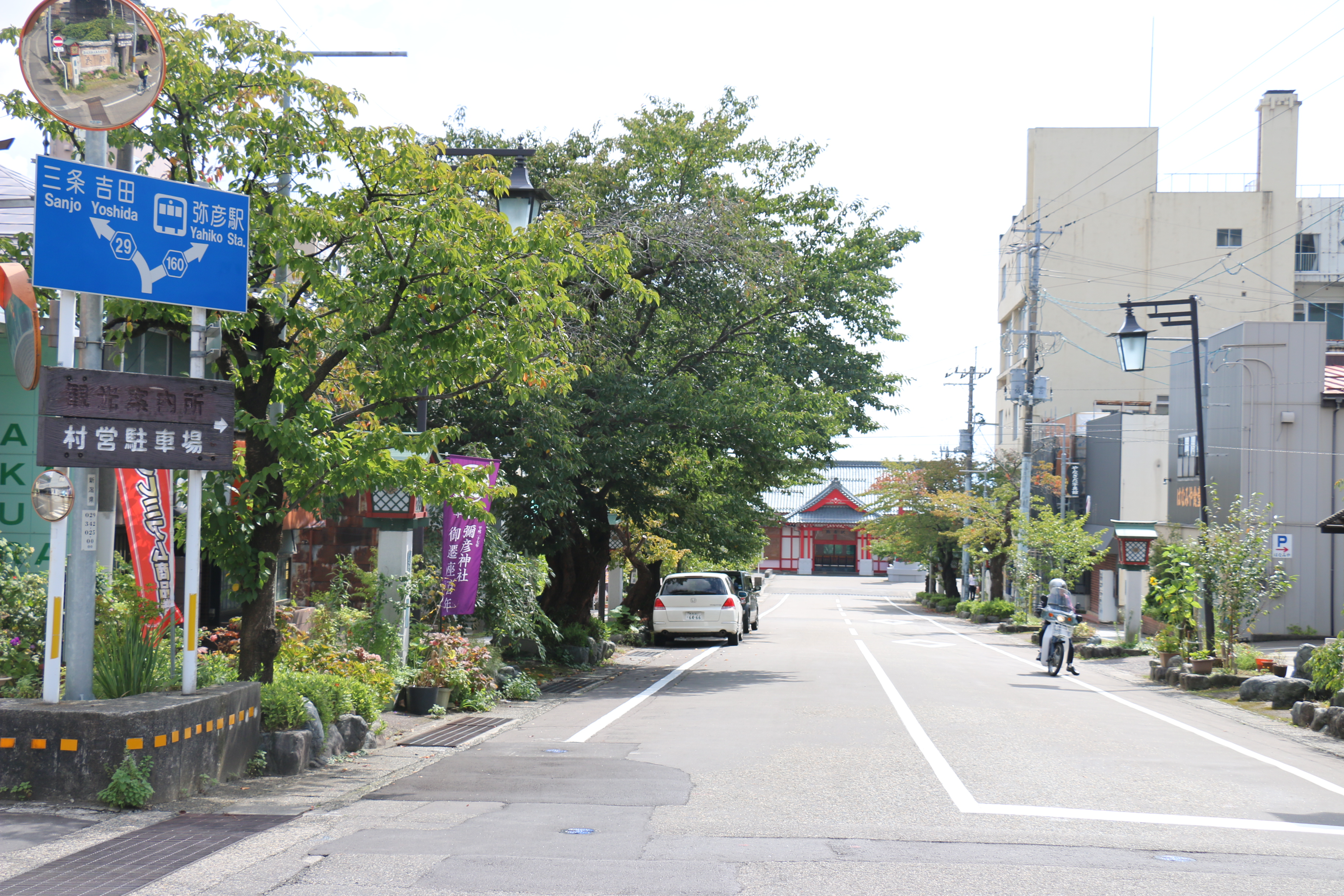
停車場通りから駅を望む（2015年9月）
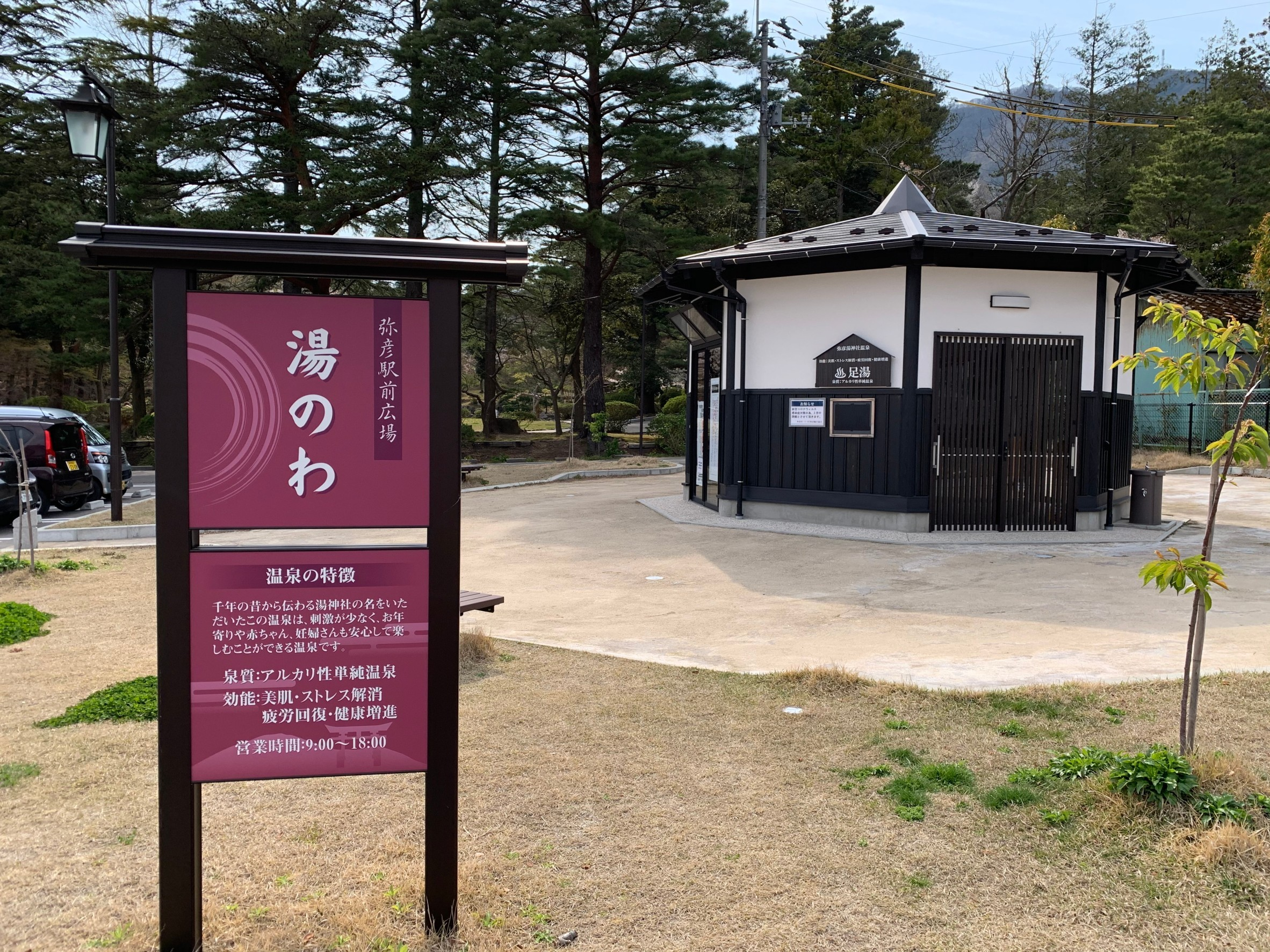
弥彦駅前広場の足湯「湯のわ」（2020年4月）
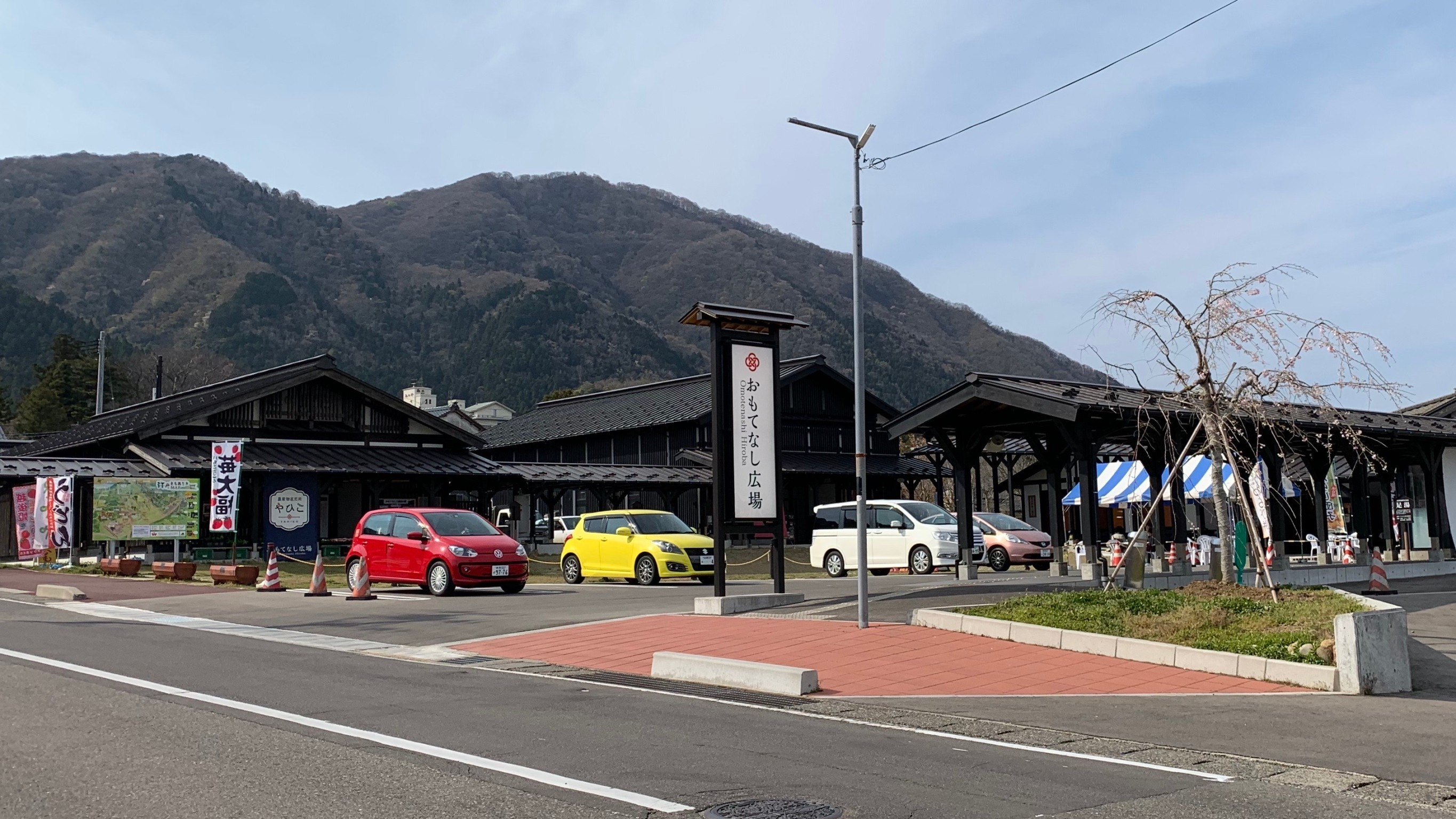
外苑坂通り沿いの「おもてなし広場」。農産物直売所やフードコート、足湯などの複合施設である（2020年4月）

## バス路線
「弥彦駅」バス停にて発着する。当駅発着の一般路線バスは運行されていないが、コミュニティバスの路線があり、弥彦村と燕市が共同で事業を実施している「弥彦・燕広域循環バス」（やひこ号）が2017年（平成29年）7月改正時点では平日5往復運行されている。
2020年（令和2年）9月からは、岩室温泉やカーブドッチ・ワイナリー、上堰潟公園といった西蒲区内の主要観光地と巻駅を結ぶ「にしかん観光周遊ぐる〜んバス」が当駅・彌彦神社経由に延伸され、土曜・日曜を中心に運行されている。
- やひこ号：ビジョンよしだ行き／てまりの湯行き[注 1]
- にしかん観光周遊ぐる〜んバス：いわむろや（岩室温泉）・角田山・巻駅方面（循環）[注 2]

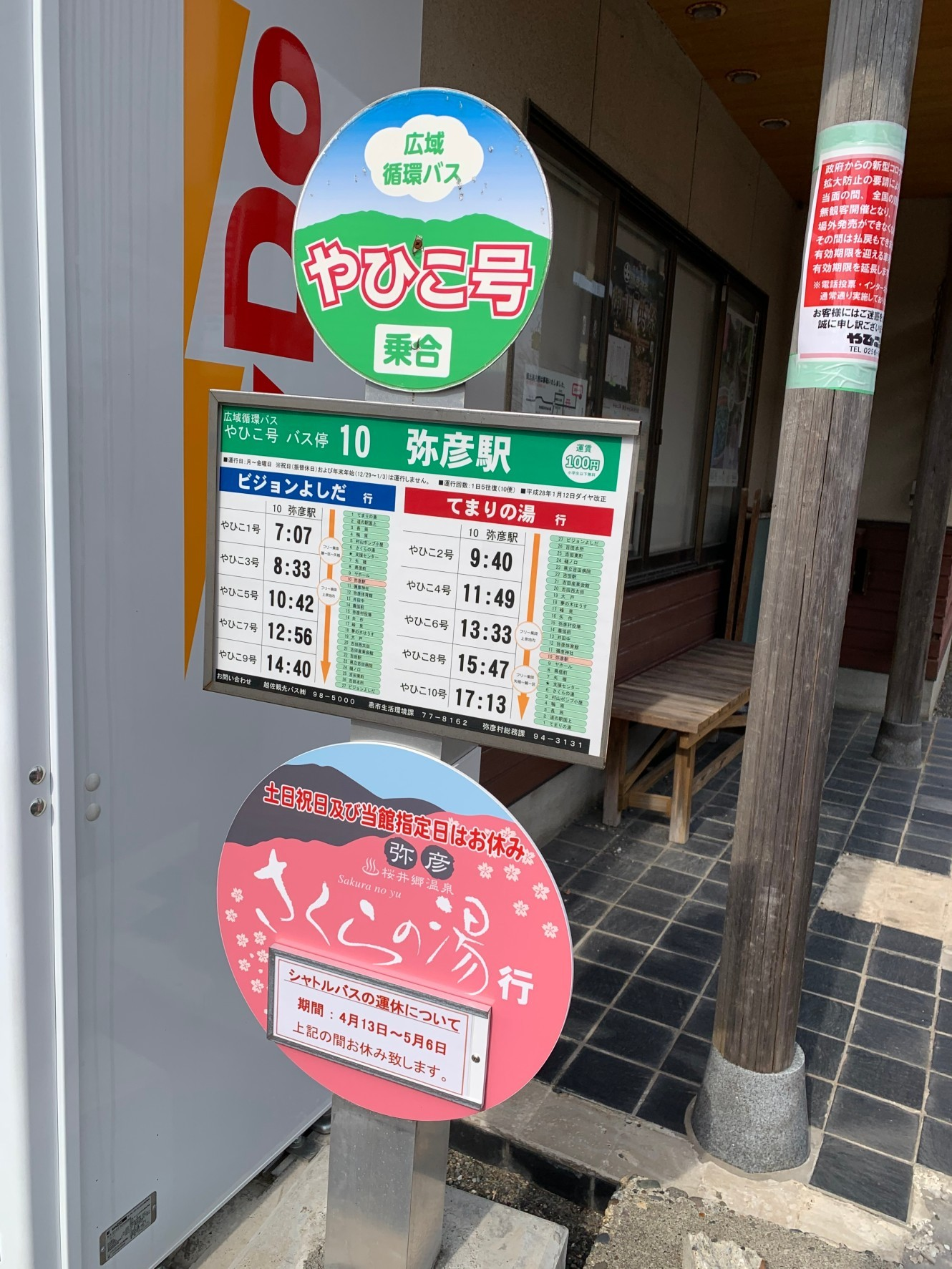
駅前のバス停（2020年4月）
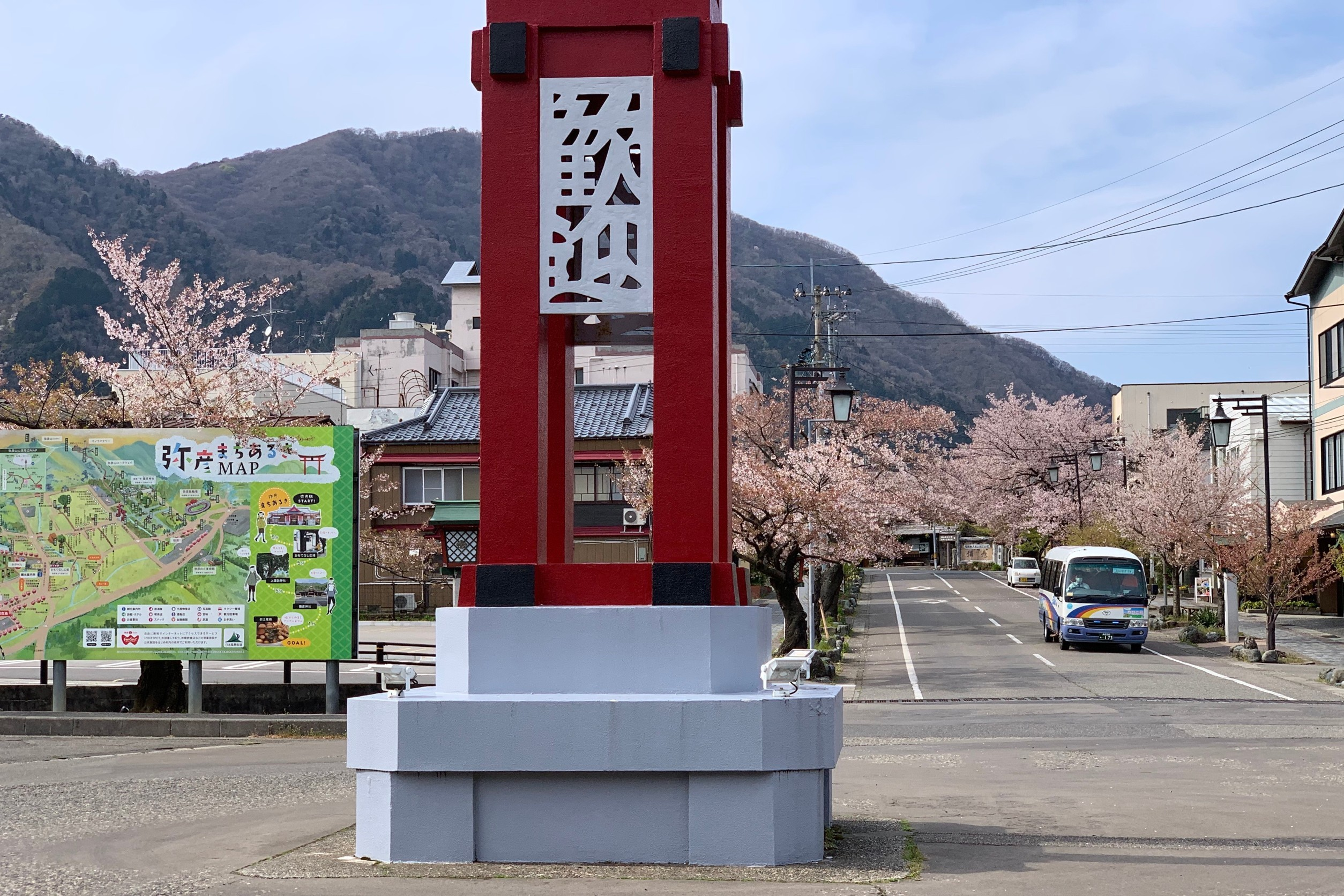
弥彦駅前に到着する弥彦・燕広域循環バス「やひこ号」と弥彦まちあるきMAP（2020年4月）

## 隣の駅
東日本旅客鉄道（JR東日本）
■弥彦線
弥彦駅 - 矢作駅

### 記事本文